# Paulos Tzadua
Paulos Tzadua (Addifini, 25 agosto 1921 – Roma, 11 dicembre 2003) è stato un cardinale e arcivescovo cattolico etiope.

## Biografia
Nacque a Addifini, in Etiopia, il 25 agosto 1921.
Dopo aver vinto una borsa di studio per il Collegio Augustinianum nel 1953, si iscrisse all'Università Cattolica del Sacro Cuore laureandosi in Scienze politiche nel 1957.
Papa Giovanni Paolo II lo elevò al rango di cardinale nel concistoro del 25 maggio 1985.
Muore l'11 dicembre 2003 all'età di 82 anni.
Le esequie si sono tenute il 16 dicembre alle ore 11 all'Altare della Confessione della Basilica di San Pietro. La liturgia esequiale è stata presieduta dal Santo Padre Giovanni Paolo II, che ha tenuto l'omelia e il rito dell'ultima commendatio e della valedictio. La santa messa è stata celebrata dal cardinale Joseph Ratzinger, decano del Collegio Cardinalizio.

## Genealogia episcopale e successione apostolica
La genealogia episcopale è:
- Cardinale Scipione Rebiba
- Cardinale Giulio Antonio Santori
- Cardinale Girolamo Bernerio, O.P.
- Arcivescovo Galeazzo Sanvitale
- Cardinale Ludovico Ludovisi
- Cardinale Luigi Caetani
- Cardinale Ulderico Carpegna
- Cardinale Paluzzo Paluzzi Altieri degli Albertoni
- Papa Benedetto XIII
- Papa Benedetto XIV
- Papa Clemente XIII
- Cardinale Marcantonio Colonna
- Cardinale Giacinto Sigismondo Gerdil, B.
- Cardinale Giulio Maria della Somaglia
- Cardinale Carlo Odescalchi, S.I.
- Cardinale Costantino Patrizi Naro
- Cardinale Lucido Maria Parocchi
- Papa Pio X
- Papa Benedetto XV
- Papa Pio XII
- Cardinale Eugène Tisserant
- Vescovo Hailé Mariam Cahsai
- Arcivescovo Asrate Mariam Yemmeru
- Cardinale Paulos Tzadua

La successione apostolica è:
- Vescovo Zekarias Yohannes (1981)
- Vescovo Kidane-Mariam Teklehaimanot (1985)
- Vescovo Fikre-Mariam Ghemetchu, C.M. (1986)
- Vescovo Woldetensaé Ghebreghiorghis, O.F.M.Cap. (1993)
- Vescovo Luca Milesi, O.F.M.Cap. (1996)
- Vescovo Tesfamariam Bedho (1996)
- Cardinale Berhaneyesus Demerew Souraphiel, C.M. (1998)